# Leidschrift

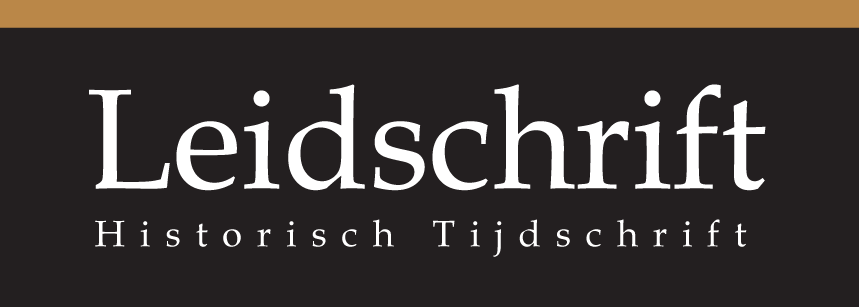

Leidschrift is een Nederlands onafhankelijk historisch tijdschrift dat wetenschappelijke artikelen publiceert op alle terreinen van de geschiedenis. 
Het verschijnt in drie themanummers per jaar, die elk bijdragen bevatten aan actuele historiografische discussies. De artikelen worden geschreven door historici in alle fasen van hun ontwikkeling, van masterstudent tot hoogleraar. Deze historici komen zowel uit het binnen- als het buitenland. In elk nummer staat altijd een artikel dat wordt geschreven door een student.
De redactie wordt gevormd door ca. achttien ouderejaars studenten van de opleiding geschiedenis van de Universiteit Leiden. Hierbij worden zij ondersteund door een docent van de opleiding.
Leidschrift werd in 1984 opgericht door een aantal studenten (onder anderen Leo Lucassen) en docenten van de opleiding geschiedenis van de Universiteit Leiden, met als doel het publiceren van (tot artikelen omgeschreven) doctoraal scripties van Leidse geschiedenisstudenten. Al snel werden hiernaast ook artikelen van gevorderde wetenschappers opgenomen in de bundels.
In 1987 werd Leidschrift ondergebracht in Stichting Leidschrift, opgericht door Peer Vries.
Leidschrift beperkt zich niet tot één deelgebied binnen de geschiedenis. Recente nummers gingen onder andere over de kruistochten (met onder anderen Conor Kostick), de Amerikaanse verkiezingen en de conflicten binnen Europese vorstenhoven (met onder anderen David Loades).